# Hudson Valley Philharmonic
La Hudson Valley Philharmonic è un'orchestra sinfonica con sede a Poughkeepsie, New York negli Stati Uniti. L'Hudson Valley Philharmonic, nota anche come HVP, fu fondata nel 1932 e serve la regione della Valle dell'Hudson.
La Philharmonic offre una serie di concerti al Bardavon 1869 Opera House o all'Ulster Performing Arts Center.
L'orchestra fa regolarmente le sue apparizioni come ospite nei festival, tra cui: il SUNY/New Paltz Piano Summer, il Padiglione Bowdoin Park della Contea di Dutchess e il Bethel Woods Center for the Performing Arts.

## Storia
Nel 1932 quattro uomini d'affari di Poughkeepsie che erano anche appassionati suonatori di strumenti ad arco,  George Hagstrom, Sydney Fleishman, Charles T. Miller e il Dr. Charles Hoffman, formarono il nucleo di musicisti locali che alla fine si evolse nella Dutchess County Philharmonic Orchestra. Con Hagstrom come primo direttore, l'orchestra era composta da dilettanti e professionisti, oltre a un certo numero di studenti di musica provenienti dalle scuole superiori circostanti. Nel 1934 il supporto locale permise alla DCPO di eseguire la sua prima serie di concerti pubblici. Negli anni '40 era cresciuta fino a 93 musicisti. Il repertorio della DCPO era in gran parte classico, compresa la musica contemporanea e opere di compositori locali.
Nel 1945 George Hagstrom si dimise da direttore musicale passando il testimone a Ole Windingstad, un direttore d'orchestra formato in Europa che proveniva dalla Filarmonica di Oslo in Norvegia. Ole Windingstad è stato anche direttore della Filarmonica di New Orleans dal 1940 al 1944. Il 29 ottobre 1953 sotto la direzione del Maestro Ole Windingstad, l'orchestra presentò un programma di due compositori norvegesi, Grieg e Sparre-Olsen alla Carnegie Hall di New York. Fu sempre durante l'incarico di Ole Windingstad che l'orchestra presentò Pierino e il lupo di Prokof'ev narrato dall'ex first lady Eleanor Roosevelt.
Nel 1959 Claude Monteux, flautista di fama mondiale e figlio del leggendario direttore d'orchestra Pierre Monteux, aveva elevato l'orchestra ad un gruppo completamente professionale, ribattezzato Hudson Valley Philharmonic Society, Inc. Sotto la sua direzione l'HVP divenne un'orchestra regionale prestigiosa. Il programma di concerti per giovani offerto oggi è un diretto discendente dei concerti della scuola presentati da Claude Monteux.
Imre Palló, già direttore della Deutsche Oper am Rhein, Germania e direttore della New York City Opera, successe a Claude Monteux come direttore musicale nel 1976. Palló introdusse la prima serie di opere filarmoniche della Hudson Valley nel 1978 e nel 1979 fondò una serie pop modellata sul successo della Boston Pops Orchestra.
Randall Craig Fleischer diventò il terzo direttore musicale dell'HVP durante la stagione 1992 dell'orchestra, il suo trentatreesimo anno. Sotto la guida di Randall Craig Fleischer l'orchestra si è evoluta in una delle principali compagnie di arti sceniche e attività educative della regione. Come è stato ampiamente riportato, la Hudson Valley Philharmonic Society, Inc. subì una crisi finanziaria nel 1998.
Per salvare la quarantennale pietra miliare culturale della comunità, le fondazioni filantropiche regionali locali dichiararono la loro volontà di impegnarsi in modo sostanziale a condizione che il Bardavon intervenisse per riorganizzare e ripristinare l'orchestra. Un artista insegnante della Juilliard School, affiliato alla New York Philharmonic, ridisegnò il programma dei concerti dei Giovani. La legislatura dello Stato di New York e le fondazioni aiutarono il Bardavon ad acquistare i beni e ridenominare la Hudson Valley Philharmonic. Il 3 giugno 1999 la Hudson Valley Philharmonic divenne ufficialmente una sussidiaria del Bardavon. Ogni anno il programma offre a migliaia di bambini delle scuole regionali l'opportunità di assistere a concerti orchestrali.

## Orchestrali principali
Gli orchestrali principali dell'orchestra sono i seguenti:
- Primo violino: Carole Cowan
- Assistente Primo violino: Marka Young
- Secondo violino principale: currently open
- Assistente secondo violino principale: Uli Speth
- Viola principale: Charlotte Malin
- Assistente viola principale: Gregory Williams
- Violoncello principale: Susan Seligman
- Assistente violoncello principale: Erika Pickhardt
- Contrabbasso principale: Phillip Helm
- Assistente principale: Richard Sosinsky
- Flauto principale: Marcia Gates
- Oboe principale: Keisuke Ikuma
- Clarinetto principale: Daniel Spitzer
- Fagotto principale: Jeffrey Marchand
- Corno principale: Nick Caluori
- Tromba principale: Terry Szor
- Trombone principale: Bradley Ward
- Tuba principale: Jonathan Hill
- Timpanista principale: Charles Barbour
- Percussionista principale: Kyle Ritenauer
- Arpa principale: Frances Duffy
- Tastiera principale:Yalin Chi